# Батечко Іван Васильович
Іва́н Васи́льович Ба́течко (7 квітня 1926, Рудня — 21 вересня 1981, Київ) — український радянський графік і педагог; член Спілки радянських художників України з 1963 року.

## Біографія
Народився 7 квітня 1926 року в селі Рудні (нині Броварський район Київської області, Україна). Після закінчення школи приїхав до Києва, де навчався малюванню у студії Григорія Світлицького.
З 1 жовтня 1943 року проходив службу у Червоній армії, служив у піхоті. Брав участь у німецько-радянській і радянсько-японській війнах. Нагороджений орденом Слави III ступеня (23 серпня 1945).
Після звільнення зі служби у 1950 році навчався в Одеському художньому училищі та протягом 1956—1962 років — у Київському художньому інституті, де його викладачами були, зокрема Іван Селіванов, Леонід Чичкан. Дипломна робота — серія кольорових ліногравюр «Шляхами Тараса» (керівник Олександр Пащенко).
Після здобуття фахової освіти залишився працювати викладачем у Київському художньому інституті. З 1969 року працював у Державному архітектурно-історичному заповіднику «Софійський музей». Мешкав у Києві в будинку на вулиці Артема, № 47, квартира № 2. Помер у Києві 21 вересня 1981 року.

## Творчість
Працював ув галузі станкової графіки: майстер гравюри на дереві, створював образи старовинної української архітектури, екслібриси, ліричні пейзажі, історичні портрети. Серед робіт:
серії
- «Шляхами Тараса» (1961—1963);
- «Пам'ятники Києва» (1963);
- «Поема про Київ» (1965);
- «Слов'янські першодрукарі» (1965—1969, гравюри на дереві);
- «По ленінських місцях» (1967);
- «Архітектурні пам'ятники XVII—XVIII сторіччя» (1970, гравюри на дереві).

кольорові ліногравюри
- «Весна» (1961);
- «Тарасові дуби» (1961, Національний художній музей України);
- «Вечір у Стеблеві» (1962);
- «Київ. Золоті ворота» (1963).

Також автор 8 кліше для дереворитів: «Портрет Тараса Шевченка», «Будинок-музей Тараса Шевченка в Києві», «Київський державний університет імені Тараса Шевченка» (1978) та інших.
Брав участь республіканських виставках з 1960 року, всесоюзних — з 1961 року, зарубіжних — з 1965 року. 1977 року у Києві відбулася його персональна виставка. 2010 року його твори експонувалися під час днів України в Лерраху.
Крім вище згаданого музею, роботи художника зберігаються у Національному музеї Тараса Шевченка та Літературно-меморіальному будинку-музеї Тараса Шевченка у Києві

## Вшанування
У 1999 році в Броварах на честь художника назвали вулицю.